# 신상현
신상현(申常鉉, 1932년 3월 20일~2024년 8월 10일)은 대한민국의 유도인 겸 사격인이고, 조직폭력배 겸 공수도인이자, 바둑 애호가 겸 검도 및 검술 무도인이었다.
1945년 5월 말순경에 중학교 1학년 자퇴를 했고, 그 해 8월 15일에 한반도 광복(을유 해방)을 맞이했으며, 그 이후 1948년 7월 말순경부터 1949년 8월 초순경까지 체신부(중앙우체국)의 우편물 배달원(말단 하급 계약직)으로 있다가 계약 만료된 직후, 1949년 8월 말순경에 육군 사병으로 입대해 한국 전쟁에도 참전하고 육군 병장으로 진급한 이후에도 부사관 계급으로 거듭 승진해 1953년 7월 27일 판문점 계사 종전 협정 협약 체결된 이듬해 1954년 10월에 육군 상사로 예편한 이후, 1955년 11월경에 '신상사파'를 창파해 두목으로 군림했었다.

## 신상현이 등장한 작품
- 《무풍지대》(1989) (배우: 유종근)
- 《야인시대》(2002) (배우: 라재웅)
- 《명동백작》(2004) (배우: 전태성)